# Antoni Arcarons i Armenteras
Antoni Arcarons i Armenteras   (Vic, 12 de febrer de 1956), més conegut com a Toni Arcarons, és un ex-pilot de motocròs català, sis vegades Campió d'Espanya durant les dècades de 1970 i 1980 i un dels millors pilots catalans d'aquesta disciplina a la seva època. Durant la seva carrera es caracteritzà per un estil de pilotatge força peculiar: ràpid, agressiu i espectacular, lluitador fins al final i no gens exigent amb la mecànica.
És el germà gran de Jordi Arcarons, qui començà destacant com ell en motocròs i acabà triomfant en enduro i en raids com ara el Ral·li Dakar. Al mateix temps, el seu fill Nil ha guanyat diversos campionats estatals de motocròs i supercross.
El gener del 2025, la Federació Catalana de Motociclisme li concedí el premi Legends en reconeixement de la seva trajectòria motociclista.

## Resum biogràfic
Criat en un entorn rural (nasqué en una família de pagesos que vivia en una masia a Vic), ja de petit s'interessà per les motocicletes de fora d'asfalt, aleshores molt habituals pels boscos on ell anava a caçar ocells (de fet, havia après a anar en moto a 7 anys, quan li n'ensenyaren uns amics).
Bon estudiant, anà escola fins als 15 anys, edat a la qual entrà a treballar de mecànic en un taller d'automòbils. Aviat tingué prou diners per a comprar una moto, adquirint una Bultaco Lobito 100 amb la qual començà a practicar el trial, el motocròs i fins i tot sortides per carretera. Al cap d'un any i mig es canvià la Lobito per una Bultaco Sherpa T 325cc i començà a fer trial seriosament, competint-hi en categoria júnior amb bons resultats i aconseguint diverses victòries, de manera que obtingué l'ajut del representant de Bultaco a Vic. Mantingué la pràctica del trial fins als 18 anys, moment en què provà la motocicleta de motocròs d'un amic i decidí que aquesta disciplina li agradava més. Li comprà aleshores una Pursang MK-7 al manlleuenc Joan Cros, aleshores pilot oficial de Bultaco, i començà a destacar pels seus bons resultats en aquesta disciplina. Aviat es canvià la moto per una Pursang MK-8 i aconseguí el patrocini del conegut mecànic osonenc Paxau.

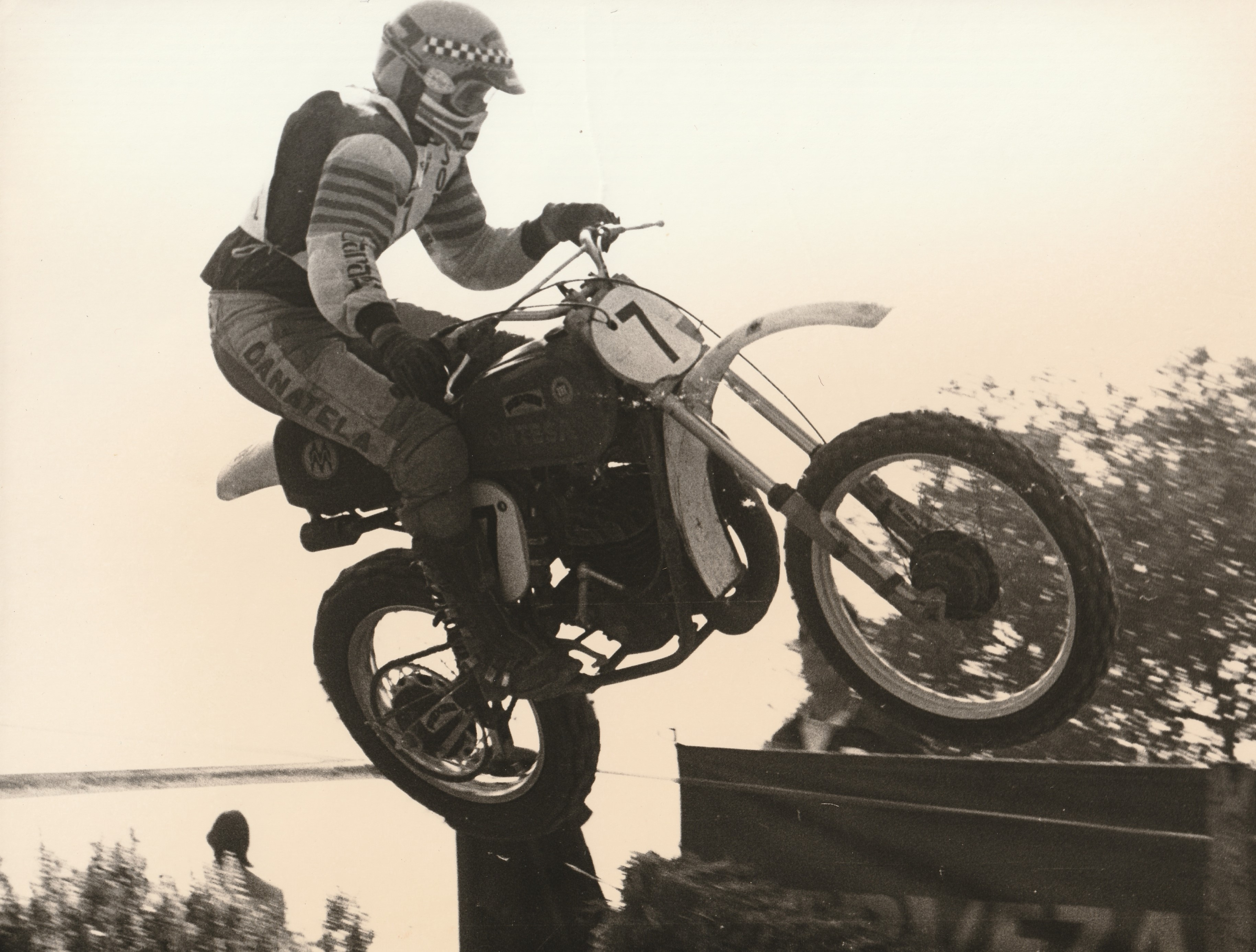
Amb la Montesa Cappra VB al Circuit de Gallecs el 1977

Més endavant es fixà en ell el representant de Montesa a Vic, Portús, qui aconseguí que la fàbrica li deixés una moto per a la primera cursa del Trofeu Júnior de motocròs de 75cc de 1976, a disputar a Girona. Quan Arcarons provà la moto, impressionà tant els responsables esportius de la marca que el fitxaren per a tota la temporada, amb la missió de disputar tot el trofeu de 75 i el de 125cc. El seu debut com a oficial fou ple d'èxits, guanyant moltes curses i aconseguint el títol de campió en totes dues cilindrades. Arrodoní l'any amb bones actuacions al Trofeu Montesa de motocròs (competició que acabà guanyant l'eivissenc Ramon Ramon) tot i que hi participà fora de concurs atesa la seva condició d'oficial de la marca. De cara a 1977, Montesa li renovà el contracte per tal que disputés els trofeus Sènior de 250 i 500cc. La temporada se li estroncà a causa del servei militar, però tot i així guanyà el títol de 500cc (el de 250cc el guanyà Ramon Ramon, per bé que Arcarons guanyà cinc de les sis curses que en va poder córrer).
El 1978 disputà ja els campionats estatals en la categoria màxima, Súper, perdent-hi però qualsevol opció per culpa d'una lesió al braç a començaments de temporada. El 1979, ja recuperat del tot, completà la temporada amb un prometedor tercer lloc final al campionat de 250cc, que es veié àmpliament superat l'any següent, 1980, amb la consecució de tots dos campionats estatals en joc: 250 i 500cc.
Arcarons seguí com a oficial de Montesa fins al 1982. El 1983, es quedà sense equip quan la marca anuncià que abandonava la disciplina del motocròs, en veure's incapaç de seguir el ritme d'escalada tecnològica frenètica en què havia entrat aquesta modalitat. Finalment, els directius d'Honda (empresa que havia esdevingut propietària de Montesa) li oferiren de córrer amb la marca japonesa, oportunitat que no va desaprofitar. Tal com ell digué aleshores: «Entrar a Honda ha estat quelcom gran per a mi. Sembla que comptaré amb una bona assistència tècnica i que la marca vol fer un bon paper a l'estatal per a potenciar el seu mercat hispà. Allò que és evident després de la primera prova disputada i els entrenaments realitzats, és que la màquina és competitiva, fiable i que no es trenca. I a més a més, dona la potència que cal per anar al davant».
Aquell any, Arcarons guanyà el campionat estatal de 250cc amb Honda. Mai no tornaria a repetir aquest èxit, però tot i així seguí essent un dels màxims aspirants al títol estatal durant tres o quatre anys més, sempre dins l'equip oficial d'Honda, fins que abandonà la competició definitivament. No perdé mai, però, l'afecció pel motocròs, de manera que al cap de força anys encara era habitual veure'l participant en alguna cursa de veterans.

## Palmarès al Campionat d'Espanya

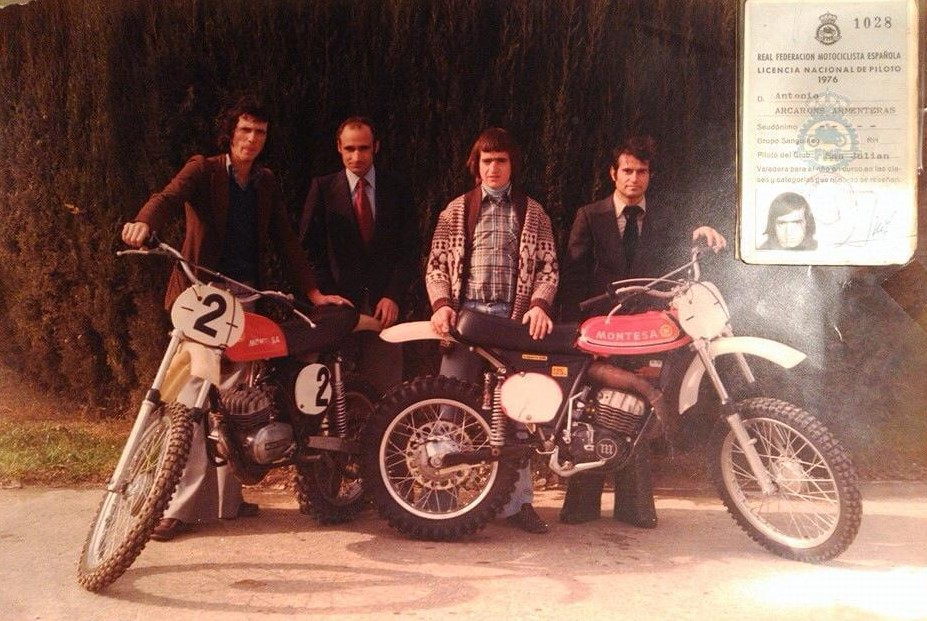
Arcarons (segon per la dreta) amb les Cappra 75 i 125 campiones d'Espanya el 1976

| Any          | Motocicleta  | 500 cc     | 250 cc    | 125 cc    | 75 cc     |
| ------------ | ------------ | ---------- | --------- | --------- | --------- |
| 1976         | Montesa      | -          | -         | 1r Júnior | 1r Júnior |
| 1977         | Montesa      | 1r Senior  | 4t Senior | -         | -         |
| 1978         | Montesa      | 6è         | ?         | -         | -         |
| 1979         | Montesa      | -          | 3r        | -         | -         |
| 1980         | Montesa      | 1r         | 1r        | ?         | -         |
| 1981         | Montesa      | 3r         | 3r        | -         | -         |
| 1982         | Montesa      | 3r         | 3r        | -         | -         |
| 1983         | Honda        | ?          | 1r        | 3r        | -         |
| 1984         | Honda        | -          | 3r        | ?         | -         |
| 1985         | Honda        | -          | ?         | ?         | -         |
| 1986         | Honda        | -          | ?         | ?         | -         |
| Total títols | Total títols | 2          | 2         | 1         | 1         |
|              |              | 6 estatals |           |           |           |